# Kościół św. Teresy od Dzieciątka Jezus w Zabrzu
Kościół świętej Teresy od Dzieciątka Jezus – rzymskokatolicki kościół parafialny należący do dekanatu Zabrze-Mikulczyce diecezji gliwickiej. Znajduje się w zabrzańskiej dzielnicy Mikulczyce.

## Historia
Prace budowlane zostały rozpoczęte w 1932 roku, i za patronkę została obrana św. Teresa od Dzieciątka Jezus. Projektantem świątyni był bytomski architekt Theodor Ehl, który jednocześnie był kierownikiem prac budowlanych. Świątynia została wzniesiona w bardzo krótkim czasie. W dniu 3 października 1932 roku zostały rozpoczęte wykopy, w dniu 21 maja 1933 roku został wmurowany kamień węgielny, natomiast już w dniu 17 września 1933 roku kardynał Adolf Bertram z Wrocławia uroczyście poświęcił kościół.
W 1976 roku została przeprowadzona gruntowna renowacja kościoła. W latach 2002–2005 został przeprowadzony kapitalny remont świątyni według projektu Jana Rabieja. Nowy ołtarz będący centrum kościoła został poświęcony w dniu 2 października 2005 roku przez biskupa Gerarda Kusza.

## Organy
W latach 1979–1982 w świątyni zostały zamontowane 36-głosowe organy. Ich budowniczym jest Bronisław Cepka. Instrument posiada elektro-pneumatyczną trakturę gry. Wykorzystywany jest w liturgii, ale także do  działalności koncertowej.
Dyspozycja instrumentu:
| Manuał I            | Manuał II        | Manuał III       | Pedał             |
| ------------------- | ---------------- | ---------------- | ----------------- |
| 1. Fl–pomorski 16’  | 1. Fl–kryty 8’   | 1. Bordun 16’    | 1. Prync-bas 16’  |
| 2. Pryncypał 8’     | 2. Kwintadena 8’ | 2. Prestant 8’   | 2. Subbas 16’     |
| 3. Salicjonał 8’    | 3. Pryncypał 4’  | 3. Fl–harmon. 8’ | 3. Oktawbas 8’    |
| 4. Oktawa 4’        | 4. Oktawa 2’     | 4. Pryncypał 4’  | 4. Basflet 8’     |
| 5. Flet 4’          | 5. Kwinta 1 1/3’ | 5. Koppelflet 4’ | 5. Chorałbas 4’   |
| 6. Oktawa 2’        | 6. Piccolo 1’    | 6. Kwinta 2 2/3’ | 6. Rożek 2’       |
| 7. Kwintan 2+1 1/3’ | 7. Cymbel 1/3’   | 7. Sifflet 2’    | 7. Mixtura 2 2/3’ |
| 8. Cornet 2 2/3’    | 8. Musette 8’    | 8. Tercja 1 3/5’ | 8. Puzon 16’      |
| 9. Mixtura 1 1/3’   |                  | 9. Szarf 1’      |                   |
| 10. Trąbka 8’       |                  | 10. Szalmej 8’   |                   |